# Abdelkarim Hassan
Abdelkarim Hassan, né le 28 août 1993 à Doha au Qatar, est un joueur de football international qatarien, qui évolue au poste d'arrière gauche à Al-Wakrah SC.

## Biographie

### Carrière internationale
Il reçoit sa première sélection en équipe du Qatar le 18 novembre 2010, en amical contre Haïti (défaite 0-1). Il inscrit son premier but en équipe nationale le 31 janvier 2013, lors de son deuxième match, en amical face au Liban (victoire 1-0).
Il joue ensuite trois matchs rentrant dans le cadre des éliminatoires du mondial 2014. Il participe par la suite au championnat d'Asie de l'Ouest en 2014, disputant deux rencontres lors de ce tournoi. Ensuite, en fin d'année, il dispute la Coupe du Golfe des nations. Il joue cinq matchs lors de ce tournoi, qui voit le Qatar l'emporter en finale face à l'Arabie saoudite.
Il prend ensuite part à la Coupe d'Asie des nations 2015 organisée pour la toute première fois en Australie. Il joue deux matchs lors de ce tournoi. Il dispute ensuite 13 matchs rentrant dans le cadre des éliminatoires du mondial 2018.
En fin d'année 2017, il participe de nouveau à la Coupe du Golfe des nations, mais ne joue cette fois-ci qu'une seule et unique rencontre. Par la suite, en janvier 2019, il est retenu par le sélectionneur Félix Sánchez Bas afin de participer une nouvelle fois à la Coupe d'Asie des nations, organisée aux Émirats arabes unis. Le Qatar remporte le tournoi en battant le Japon en finale.
Le 11 novembre 2022, il est sélectionné par Félix Sánchez Bas pour participer à la Coupe du monde 2022.

## Palmarès

### En club
- Champion du Qatar en 2013 et 2019 avec Al-Sadd
- Vice-champion du Qatar en 2015, 2017 et 2018 avec Al-Sadd
- Vainqueur de la Coupe du Qatar en 2014, 2015 et 2017 avec Al-Sadd
- Finaliste de la Coupe du Qatar en 2013 et 2016 avec Al-Sadd
- Vainqueur de la Coupe Crown Prince de Qatar en 2017 avec Al-Sadd
- Finaliste de la Coupe Crown Prince de Qatar en 2013 avec Al-Sadd

### En sélection
- Vainqueur de la Coupe du Golfe des nations en 2014 avec l'équipe du Qatar
- Vainqueur de la Coupe d'Asie des nations en 2019 avec l'équipe du Qatar